# Marcus Gavius Apicius
Marcus Gavius Apicius (* um 25 v. Chr.; † vor 42) war ein römischer Feinschmecker der Antike, der im Bereich des heutigen Köln lebte. Er ist einer von mehreren römischen Feinschmeckern mit (Bei-)Namen Apicius, der als Autorenname von De re coquinaria („Über die Kochkunst“), der ältesten erhaltenen römischen Rezeptsammlung, überliefert ist.
Apicius lebte unter dem Kaiser Tiberius (regierte 14–37). Plinius der Ältere schreibt über ihn, er sei der größte Prasser und zu aller Art von Luxus geboren. Davon zeugt, dass Apicius Flamingozungen als besondere Delikatesse pries. Von Apicius stammt nach Plinius auch die Idee, Schweine mit Feigen zu mästen, um eine besonders wohlschmeckende Leber zu erhalten. Dieses ficatum ist als fegato (ital.), hígado (span.), foie (franz.) etc. als Bezeichnung für Leber in den romanischen Sprachen erhalten geblieben. Seneca berichtet, dass Apicius sein Leben mit Gift beendete, nachdem er bereits 100 Millionen Sesterzen für die Küche verschwendet und ausgerechnet hatte, dass ihm „nur“ 10 Millionen Sesterzen zum Leben geblieben waren. Dieser Text datiert in die 40er Jahre, Apicius war also bereits tot. 
Der Betrag von 10 Millionen Sesterzen entsprach umgerechnet in Silbergeld 2,5 Millionen Denaren oder 20 Millionen Euro (Stand 2015). Eine Summe, mit der Kaiser Tiberius den Sold von 12.500 Legionären für ein ganzes Jahr hätte bezahlen können.
Eine andere Episode aus dem Leben dieses die Perfektion der Gaumenfreuden mit einer gewissen Radikalität verfolgenden Gourmets wird von Athenaios im Gelehrtengastmahl berichtet: 
Apicius habe hauptsächlich in Minturnae an der Küste des Tyrrhenischen Meeres gelebt, einer Stadt, die bekannt war für die ausgezeichnete Qualität der Krebse (und deren exorbitante Preise). Als Apicius hörte, dass die Krebse in Afrika vielleicht noch größer und besser seien, segelte er unverzüglich dorthin, wobei er sehr unter der Reise litt. Die Ankunft eines krebsversessenen Superreichen hatte am Reiseziel schon die Runde gemacht, so dass bei der Ankunft das Schiff des Apicius umringt wurde von Booten der einheimischen Fischer, die ihre Krebse zum Kauf anboten. Apicius besah sich die Krebse und fragte, ob es vielleicht noch größere und noch bessere gebe. Als man ihm sagte, das Angebot repräsentiere das Größte und Beste, was hier zu haben sei, befahl Apicius die sofortige Umkehr, ohne auch nur einen Fuß auf den Boden des Landes gesetzt zu haben. Athenaios erwähnt außerdem, dass eine bestimmte Art von Käsekuchen nach Apicius benannt sei.